# Dörte Thümmler
Pour les articles homonymes, voir Thümmler.
Dörte Thümmler, née le 29 octobre 1971 à Berlin-Est (Allemagne de l'Est), est une gymnaste artistique est-allemande. 

## Palmarès

### Jeux olympiques
- Séoul 1988
  -  médaille de bronze au concours par équipes

### Championnats du monde
- Rotterdam 1987
  -  médaille d'or aux barres asymétriques
  -  médaille de bronze au concours par équipes

### Championnats d'Europe
- Moscou 1987
  -  médaille de bronze aux barres asymétriques